# Xã Eagle Point, Quận Marshall, Minnesota
Xã Eagle Point (tiếng Anh: Eagle Point Township) là một xã thuộc quận Marshall, tiểu bang Minnesota, Hoa Kỳ. Năm 2010, dân số của xã này là 17 người.